# Madness (All That Remains)
Madness è l'ottavo album in studio del gruppo heavy metal statunitense All That Remains, pubblicato nell'aprile 2017. 

## Tracce
Testi di Philip Labonte, musica degli All That Remains.
1. Safe House – 3:37
2. Madness – 3:24
3. Nothing I Can Do – 3:41
4. If I'm Honest – 4:25
5. Halo – 4:03
6. Louder – 3:11
7. River City – 5:33
8. Open Grave – 3:42
9. Far from Home – 4:05
10. Trust and Believe – 3:14
11. Back to You – 3:25
12. Never Sorry – 3:37
13. The Thunder Rolls (Garth Brooks cover, featuring Diamante) – 4:22

## Formazione
- Philip Labonte – voce
- Oli Herbert – chitarra
- Mike Martin – chitarra
- Aaron Patrick – basso, cori
- Jason Costa – batteria